# Duramax I6
Duramax I6 — рядный шестицилиндровый дизельный двигатель внутреннего сгорания производства американской корпорации General Motors для грузовых автомобилей и SUV. Он применяется в Chevrolet Silverado/GMC Sierra 1500, Chevrolet Suburban/GMC Yukon XL, Chevrolet Tahoe/GMC Yukon и Cadillac Escalade (оба с короткой колёсной базой и ESV). Двигатель разработан совместно с немецкой корпорацией Opel, которая выпускает трёх- и четырёхцилиндровые двигатели объёмом 1,5 и 2,0 л по той же архитектуре.

## Технические характеристики
- Объём: 3,0 л (2993 см3)
- Конфигурация: I6
- Мощность: 277—305 л. с. при 3750 об/мин
- Крутящий момент: 624—671 Н·м при 1500 об/мин
- Код: LM2 (до 2024 года), LZ0 (с 2023 года)
- Интеркулер: жидкостно-воздушный
- Блок цилиндров: алюминиевый
- Головка блока цилиндров: алюминиевая
- Коленчатый вал: из кованой стали
- Стержни: кованые
- Поршни: из алюминиевого сплава, стальные (LZ0)
- Гильзы цилиндров: железные

Компоненты синхронизации двигателя расположены в задней части двигателя и оснащены цепями ГРМ для привода распределительных валов и топливного насоса высокого давления, а также мокрым ремнём для привода масляного насоса.
Большая часть работ по разработке и проектированию LM2 Duramax, а также первичная калибровка проходили в Турине, Италия. Двигатель производится на верфи Flint Engine Operations. Тест Car and Driver показал, что возможный расход топлива — 40 миль на галлон.